# Đường cao tốc Tomei
Đường cao tốc Tōmei là tuyến đường cao tốc trên đảo Honshu ở Nhật Bản. Tuyến được điều hành bởi công ty cao tốc Central Nippon. Đường cao tốc được đánh số là E1 theo "Đề xuất thực hiện đánh số cao tốc năm 2016", vì nó song song với tuyến quốc lộ 1. Đây là một phần của mạng lưới đường Xuyên Á (AH1).

## Tên gọi
Từ Tōmei là một từ viết tắt bao gồm hai ký tự Kanji. Ký tự đầu tiên đại diện cho Tokyo (東京) và ký tự thứ hai đại diện cho Nagoya (名古屋), là hai khu vực đô thị lớn được kết nối bởi đường cao tốc.
Đường cao tốc chính thức được xem là Đường cao tốc Tōkai đầu tiên. Đường cao tốc Tōkai thứ hai (sẽ đưa vào sử dụng với tên gọi là đường cao tốc Shin-Tōmei) đang được xây dựng song song với tuyến đường hiện có nhằm giảm bớt các vấn đề ách tắc giao thông trong thời gian tới.
Tuyến đường cao tốc này cũng là một phần của tuyến đường AH1 thuộc mạng lưới đường Xuyên Á.

## Tổng quan
Đường cao tốc Tōmei là một tuyến đường quan trọng nối Tokyo với Nagoya. Đây là tuyến đường bận rộn nhất được quản lý bởi công ty cao tốc Central Nippon, với một số đoạn đường có hơn 100.000 phương tiện lưu thông mỗi ngày.
Những đoạn đầu tiên của cao tốc được thông xe vào năm 1968 và toàn tuyến được thông xe vào năm 1969.
Điểm đầu của tuyến ở phía tây Tokyo, đường cao tốc đi theo tuyến đường phía Tây qua tỉnh Kanagawa, chạy song song với tuyến quốc lộ 246 và đi qua phía Bắc của thành phố Yokohama. Tuyến đường tiếp tục đi về phía tây đến tỉnh Shizuoka, đi qua phía Nam của núi Phú Sĩ và dọc theo bờ biển vịnh Suruga, chạy song song tuyến quốc lộ 1 và đường cao tốc Tōkaidō lịch sử trước khi đến thành phố Shizuoka. Đường cao tốc tiếp tục đi về phía tây, đi qua hồ Hamana ở phía Tây tỉnh Shizuoka và đi qua tỉnh Aichi. Sau đó, đường cao tốc đi về phía Tây Bắc qua phía Đông thành phố Nagoya và giao với điểm cuối của đường cao tốc Chūō trước khi kết thúc tại một nút giao ở thành phố Komaki, phía bắc Nagoya. Mặc dù Đường cao tốc Tōmei kết thúc ở vị trí này, tuyến đường vẫn tiếp tục bằng đường cao tốc Meishin đến Kyoto, Osaka và Kobe.

## Số làn xe
| Đoạn tuyến                                   | Số làn đoạn thuộc Tokyo                     | Số làn đoạn thuộc Komaki                    |
| -------------------------------------------- | ------------------------------------------- | ------------------------------------------- |
| Cao tốc Shuto - Đường dẫn Tokyo              | Hai                                         | Hai                                         |
| Đường dẫn Tokyo - Trạm xe buýt Ayase         | Ba                                          | Ba                                          |
| Trạm xe buýt Ayase - Nút giao Ebina          | Bốn                                         | Ba                                          |
| Nút giao Ebina - Đường dẫn Ōi-Matsuda        | Ba                                          | Ba                                          |
| Đường dẫn Ōi-Matsuda - Trạm xe buýt Ashigara | Ba                                          | Hai (Tuyến bên trái) + Hai (Tuyến bên phải) |
| Trạm xe buýt Ashigara - Bãi đỗ xe Komakado   | Ba                                          | Ba                                          |
| Bãi đỗ xe Komakado - Đường dẫn Shizuoka      | Hai                                         | Hai                                         |
| Đường dẫn Shizuoka - Hầm Nihonzaka           | Ba                                          | Hai                                         |
| Hầm Nihonzaka                                | Hai (Tuyến bên trái) + Hai (Tuyến bên phải) | Ba                                          |
| Hầm Nihonzaka - Bãi đỗ xe Nihonzaka          | Ba                                          | Ba                                          |
| Bãi đỗ xe Nihonzaka - Đường dẫn Yaizu        | Hai                                         | Ba                                          |
| Đường dẫn Yaizu - Đường dẫn Komaki           | Hai                                         | Hai                                         |

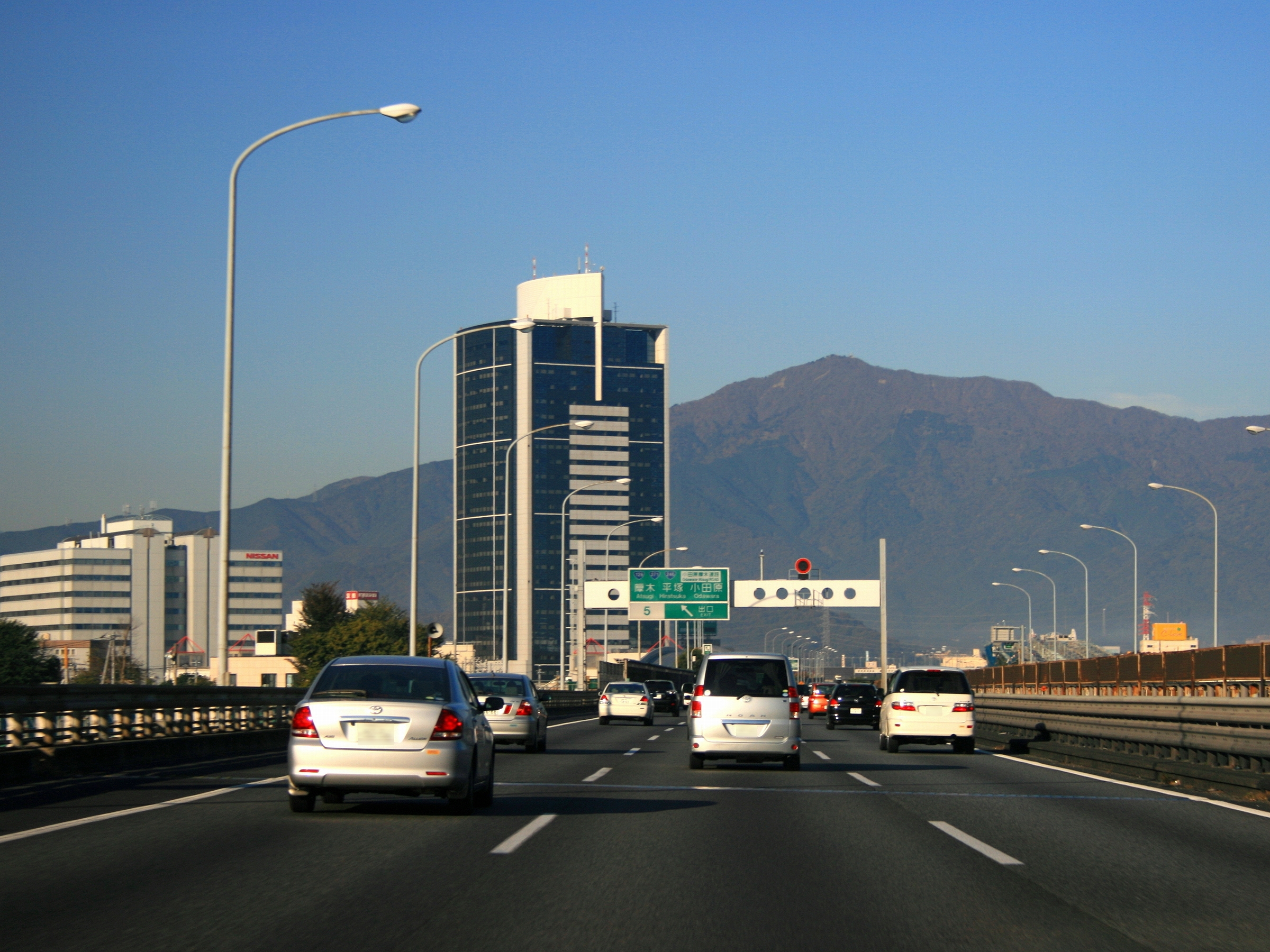
Cao tốc Tōmei đoạn qua Atsugi

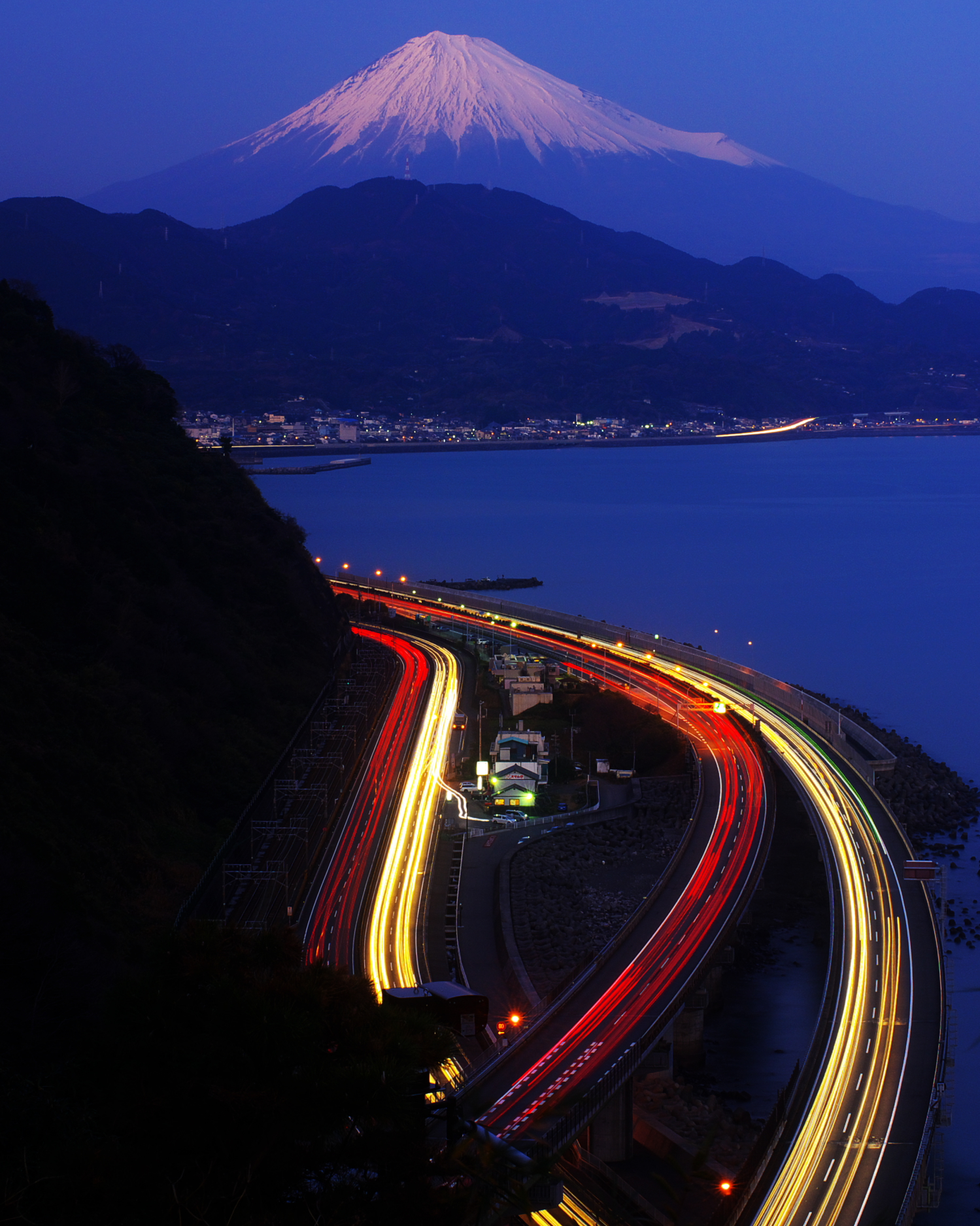
Khung cảnh buổi tối gần bãi đỗ xe Yui. Thứ tự từ phải sang trái: Vịnh Suruga, Cao tốc Tōmei, Quốc lộ 1, Tuyến Tōkaidō chính

- Các đoạn tuyến trái, phải trước đây mỗi chiều 2 làn xe. Một con đường bổ sung (chỉ dành cho 3 làn xe lưu thông theo một hướng) đã được xây dựng song song với 4 làn xe hiện có để giảm bớt tình trạng tắc đường. 4 làn xe ban đầu sau đó được chuyển đổi để sử dụng cho xe ngược chiều.

## Nút giao thông · Giao lộ
(1)Tokyo IC - Tokyo TG - (3)Tōmei-Kawasaki IC - Eda BS - (3-1)Yokohama-Aoba IC - Kohoku PA - (4)Yokohama-Machida IC - Yamato BS - Ayase BS - (4-1)Ayase SIC - Ebina SA - (4-2)Ebina JCT - (5)Astugi IC - Atsugi BS - (5-1)Isehara JCT - Isehara BS - (5-2)Hadano-Nakai IC - Nakai PA - Ōi BS - (6)Ōi-Matsuda IC - Matsuda BS - Yamakita BS - Ayuzawa PA - Oyama BS - Ashigara BS - (6-1)Ashigara SA/SIC - (7)Gotemba IC - (7-1)Gotemba JCT - (7-2)Komakado PA/SIC - (7-3)Susono IC - Susono BS - (8)Numazu IC - (8-2)Ashitaka PA/SIC - Nakazato BS - (9)Fuji IC - Matsuoka BS - (9-1)Fujikawa SA/SIC - Kambara BS - Yui PA - Okitsu BS - (9-2)Shimizu JCT - (9)Shimizu IC - Nihondaira PA - (9-1)Nihondaira-Kunōzan SIC - (11)Shizuoka IC - Nihonzaka PA - (12)Yaizu IC - Yaizu-nishi BS - (12-1)Ōigawa-Yaizu-Fujieda SIC - Ōigawa BS - (13)Yoshida IC - Makinohara SA - (13-1)Sagara-Makinohara IC - (14)Kikugawa IC - (14-1)Kakegawa IC - Ogasa PA - Okatsu BS - (15)Fukuroi IC - (15-1)Iwata IC - (15-2)Enshū-Toyoda PA/SIC - Iwata BS - (16)Hamamatsu IC - Hamamatsu-kita BS - (16-1)Mikatagahara PA/SIC - (16-2)Hamamatsu-nishi IC - (16-3)Kanzanji SIC - Kanzanji BS - Hamanako SA - (17)Mikkabi IC - Mikkabi BS - (17-1)Mikkabi JCT - Shinshiro PA - Toyohashi-kita BS - Toyohashi PA - (18)Toyokawa IC - Akatsuka PA - Otowa BS - (18-1)Otowa-Gamagōri IC - Motojuku BS - Miai PA - (19)Okazaki IC - Iwazu BS - (19-1)Toyota JCT - Toyota-Kamigō SA/SIC - (20)Toyota IC - (20-1)Tōmei-Miyoshi IC - Tōgō PA - Nisshin BS - (21)Nagoya IC - (21-1)Moriyama PA/SIC - (22)Kasugai IC - (23)Komaki JCT - (24)Komaki IC